# Michael Bemben
Michael Bemben, poln. Michał Bemben, (* 28. Januar 1976 in Ruda Śląska) ist ein ehemaliger deutsch-polnischer Fußballspieler.

## Karriere
Bemben wurde in Ruda Śląska im oberschlesischen Industriegebiet geboren, wuchs aber in der Nachbarstadt Zabrze auf und wohnte „neben dem Stadion“ von Górnik Zabrze. So spielte er bis 1989 in den Jugendmannschaften dieses Vereins, bevor er als Jugendlicher mit seiner Familie in die Bundesrepublik Deutschland zog und sich im nordrhein-westfälischen Bönen niederließ. Dort spielte er zwei Jahre bei der SpVg Bönen, von der er 1991 zur benachbarten Hammer SpVg wechselte. Dort gelang ihm der Sprung in die Männermannschaft. Im Jahr 1995 schloss sich Bemben der zweiten Mannschaft des VfL Bochum an; drei Jahre später stieg er in die erste Mannschaft des VfL auf, für die er bis 2005 65 Bundesliga- und 56 Zweitligaspiele bestritt und drei Tore erzielte. Mit den Bochumern erreichte er 2003/04 den fünften Platz in der Bundesliga. Er gehörte zu diesem Zeitpunkt jedoch schon nicht mehr zur Stammelf und verließ nach der nächsten Saison, nach der der VfL abgestiegen war, den Verein in Richtung Rot-Weiss Essen. In Essen stieg er in seiner ersten Saison in die zweite Liga auf; ein Jahr später folgte der Abstieg zurück in die Regionalliga.
Danach folgte Bemben seinem ehemaligen Essener Trainer Uwe Neuhaus und schloss sich zum Beginn der Saison 2007/08 dem damaligen Nord-Regionalligisten 1. FC Union Berlin an.  Mit dem Verein qualifizierte er sich zum Ende der Spielzeit für die neue dritte Profiliga. Nach der Saison 2008/09 stand der Aufstieg in die 2. Bundesliga. In der Zweitligasaison 2009/10 war seine Leistung nicht mehr konstant und er kam nur auf 21 Spiele. Deswegen und weil er mit 34 zu den ältesten Spielern im Kader gehörte, wurde seine Vertragslaufzeit nach der Saison nicht mehr verlängert.
Zur Spielzeit 2010/11 kehrte er zu seinem Jugendverein Górnik Zabrze, der kurz vorher in die Ekstraklasa aufgestiegen war, zurück. In drei Spielzeiten kam er zu 68 Einsätzen und erzielte zwei Tore. Anfang Juni 2013 beendete er vorerst seine aktive Laufbahn wegen anhaltender Knieprobleme.
Kurze Zeit später kehrte er nach Deutschland zurück, hielt sich beim KFC Uerdingen 05 fit und spielte beim Wuppertaler SV vor. Er revidierte seine Entscheidung zum Karriereende und unterschrieb am 23. Juli 2013 einen Vertrag bei den Wuppertalern. Eine berufsbedingte zeitliche Einschränkung veranlasste ihn jedoch zur Auflösung seines Vertrages zum 31. Dezember 2013. Im Sommer 2014 schloss er sich dem Kreisligisten SC Union Bergen an und wechselte zur Rückrunde der Saison 2014/15 zum FC Frohlinde. Hier beendete er im Sommer 2015 auch seine aktive Karriere.
In der Saison 2017/18 war Bemben Trainer des FC Altenbochum III in der Kreisliga B.